# Dziurawiec

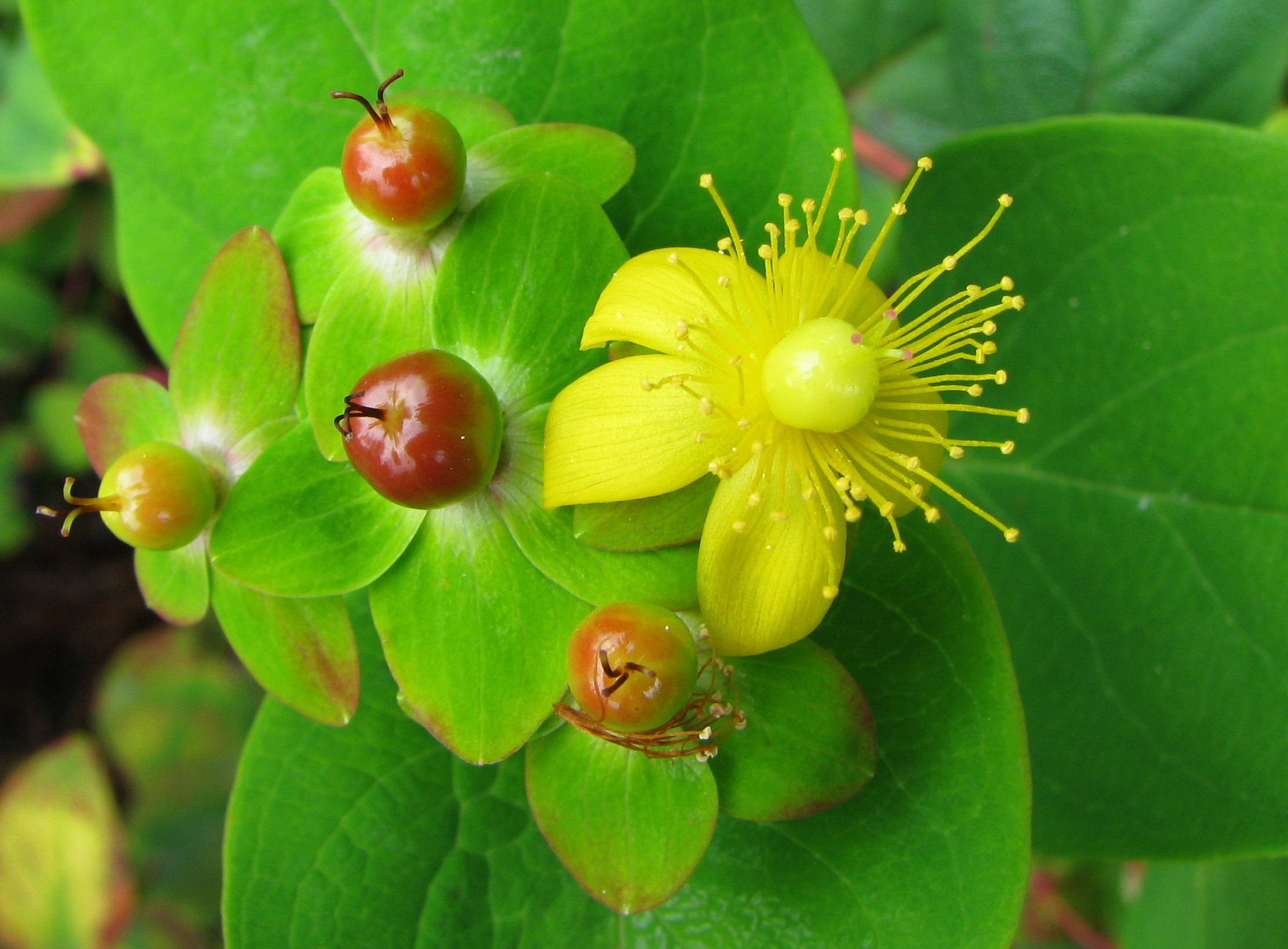
Dziurawiec barwierski

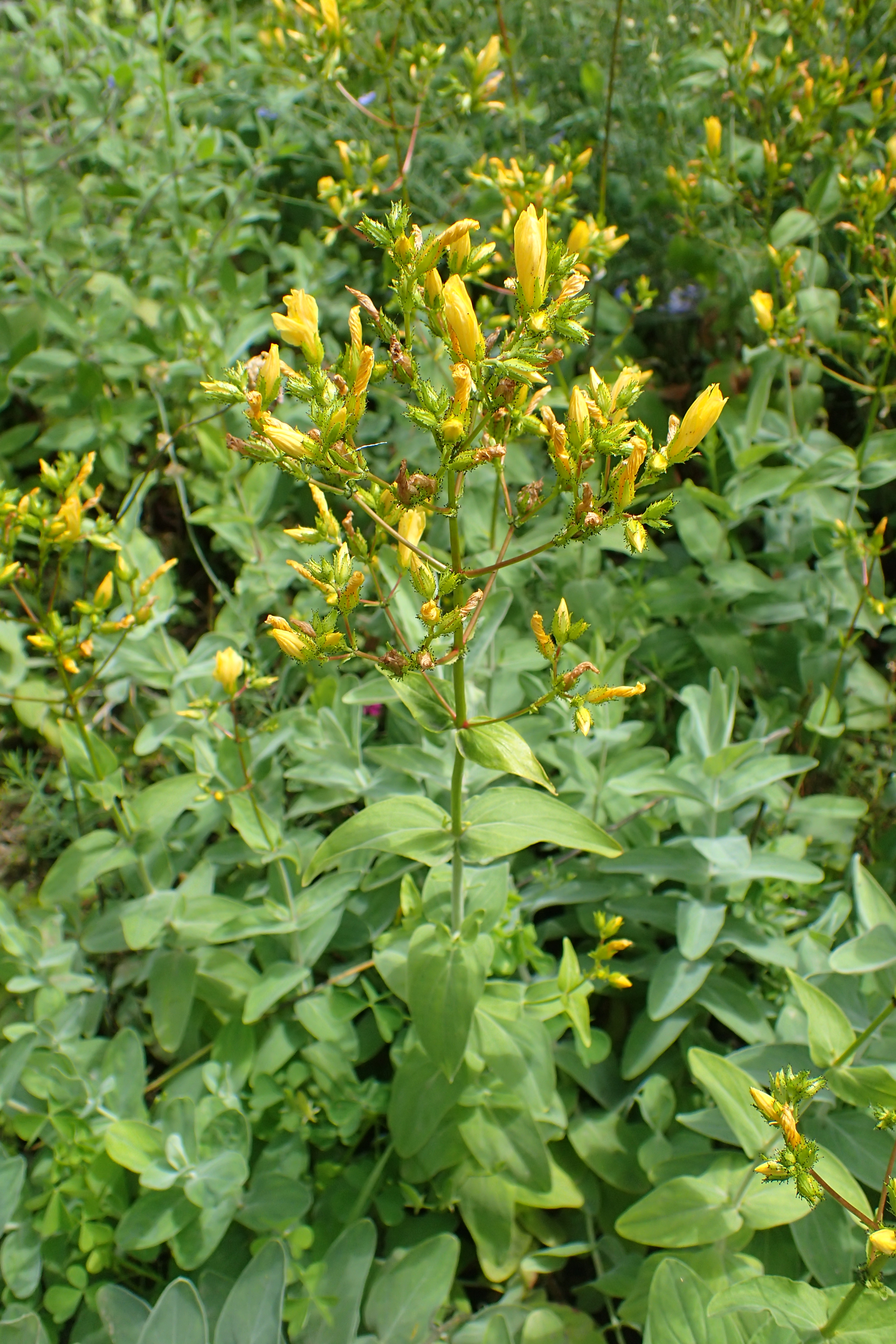
Dziurawiec obrączkowany

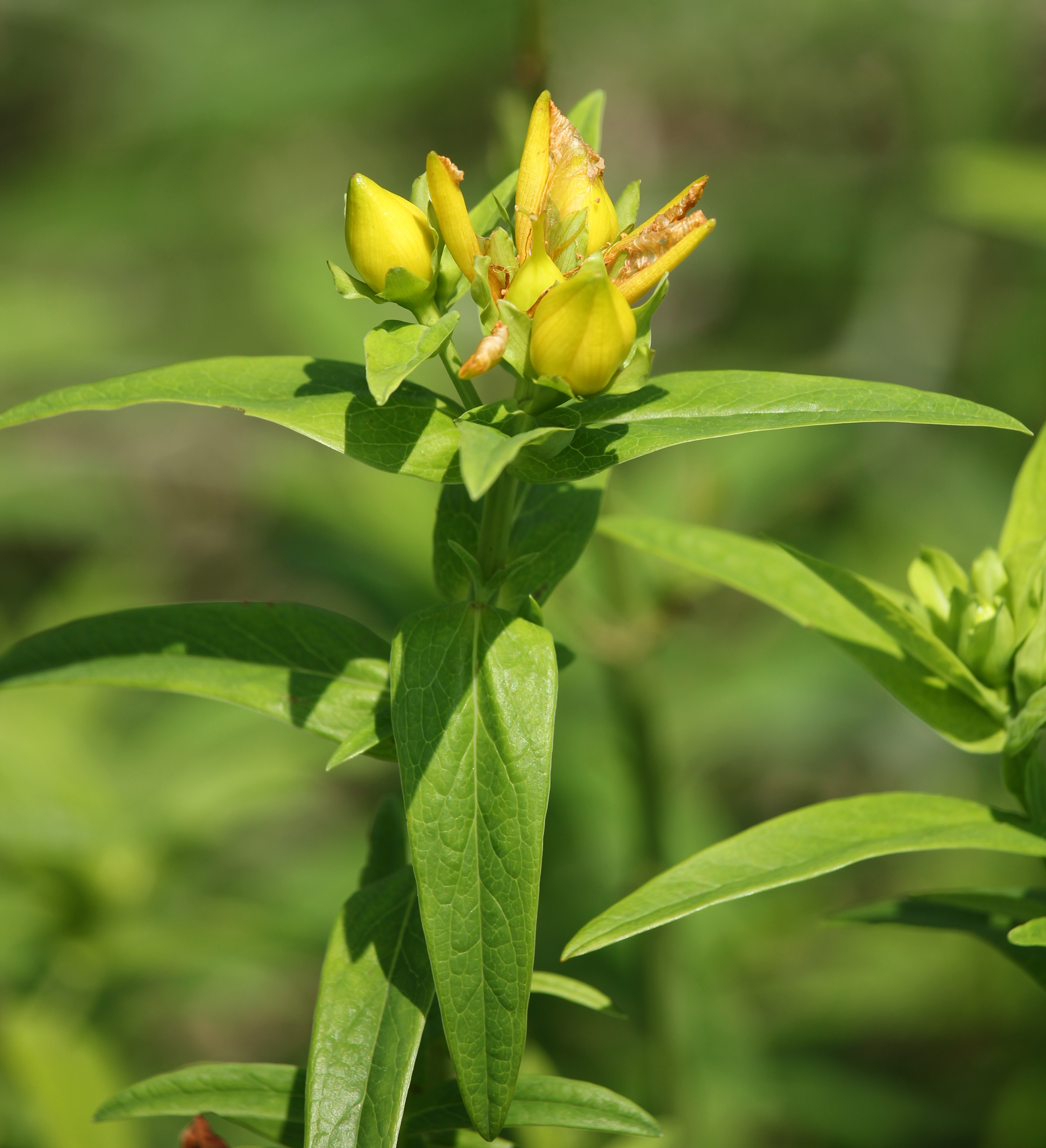
Dziurawiec wielki

Dziurawiec (Hypericum L.) – rodzaj roślin z rodziny dziurawcowatych. Obejmuje co najmniej 507 gatunków. Rośliny te występują przeważnie w klimacie umiarkowanym oraz w górach strefy tropikalnej. Zasiedlają bardzo zróżnicowane siedliska – od miejsc skalistych w górach, poprzez lasy, łąki i murawy do mokradeł. Gatunki drzewiaste spotykane są w afrykańskich górach, a krzewy głównie w Himalajach. W Polsce występuje naturalnie 8 gatunków, spośród których najbardziej rozpowszechniony jest dziurawiec zwyczajny. Jest on też cenioną rośliną leczniczą. Jako gatunki ozdobne uprawiane są nierzadko dziurawce krzewiaste.

## Rozmieszczenie geograficzne
Rodzaj o zasięgu niemal kosmopolitycznym. Brak tych roślin tylko na obszarach okołobiegunowych, rozległych pustyń i na nizinach strefy tropikalnej. Nieliczni przedstawiciele rodzaju występują także w południowej części Ameryki Południowej (jeden gatunek) oraz w Australii i Nowej Zelandii (dwa gatunki). Najwięcej gatunków rośnie w strefach umiarkowanych, w strefie międzyzwrotnikowej dziurawce zasiedlają głównie obszary wyżej położone. W Europie obecne są 72 gatunki, z czego 8 rośnie dziko w Polsce (kilka obcych gatunków wskazywanych jest jako przejściowo dziczejące efemerofity, jeden – dziurawiec większy H. majus jest już zadomowionym antropofitem).
Gatunki dziurawców rodzime we florze Polski
- dziurawiec czteroboczny (Hypericum maculatum Crantz)
- dziurawiec kosmaty (Hypericum hirsutum L.)
- dziurawiec nadobny (Hypericum pulchrum L.)
- dziurawiec rozesłany (Hypericum humifusum L.)
- dziurawiec skrzydełkowaty (Hypericum tetrapterum Fr.)
- dziurawiec skąpolistny (Hypericum montanum L.)
- dziurawiec wytworny (Hypericum elegans Stephan ex Willd.)
- dziurawiec zwyczajny, dz. pospolity (Hypericum perforatum L.)

## Morfologia

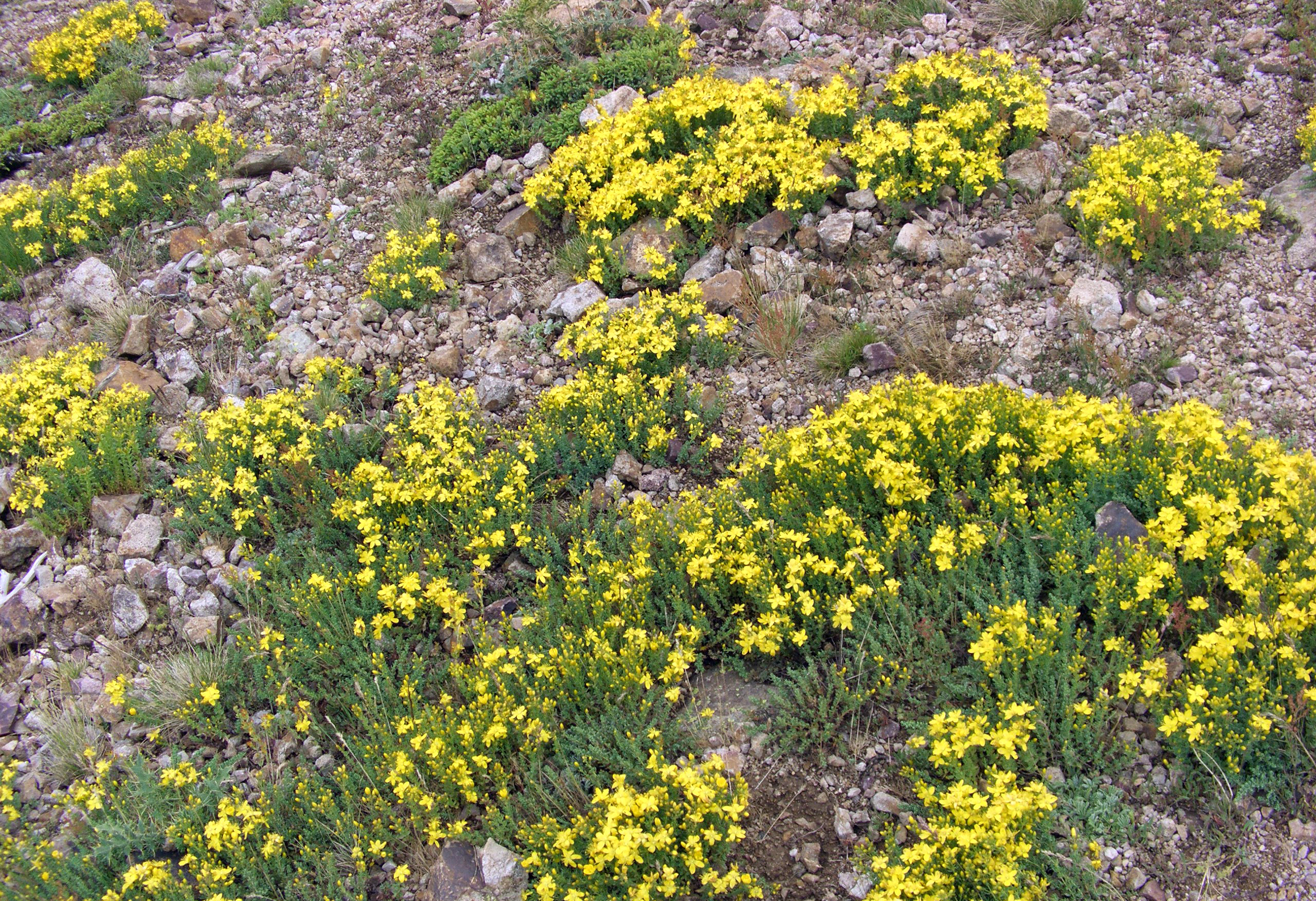
Hypericum bithynicum

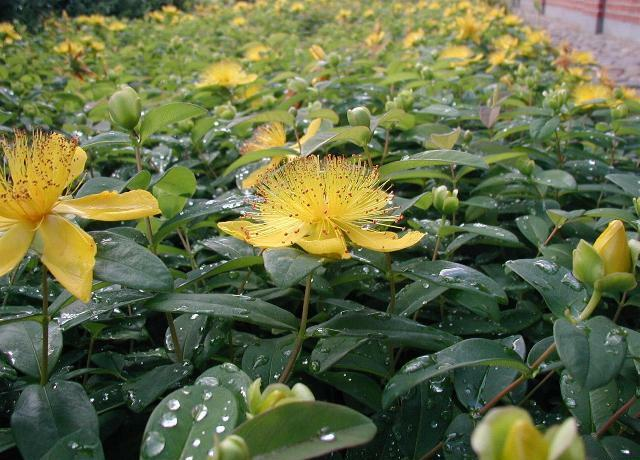
Dziurawiec kielichowaty

PokrójRośliny jednoroczne, byliny, krzewy i niskie drzewa o wysokości do 12 m. Drzewa w obrębie rodzaju są nieliczne (afrykański H. bequaertii i spokrewnione z nim gatunki z sekcji Campylosporus). Większość roślin drzewiastych z rodzaju ma pokrój krzaczasty – tworzy liczne pędy, zwykle wyrastające spod poziomu gruntu. Pędy są nagie lub owłosione, włoski są pojedyncze, obecne na różnych częściach roślin, zwłaszcza z sekcji Hirtella i Adenosepalum. Rośliny pokryte są również gruczołkami, czasem jasnymi, głównie z olejkami eterycznymi (przejrzystymi lub nie), a czasem z woskami zawierającymi ciemnoczerwoną hiperycynę i pseudohiperycynę. Nierzadko ciemne gruczoły są bardzo wyraźne i wystające z brzegów różnych organów (przysadek, działek i płatków, rzadziej liści). Wzdłuż łodyg zbiegają mniej lub bardziej wyraźne linie (czasem rozrośnięte do skrzydełek) zbiegające od nasad liści, nierzadko nadające łodygom na przekroju kształt niemal czworoboczny. Liczne gatunki tworzą kłącza, przynajmniej niektóre (w tym dziurawiec zwyczajny H. perforatum) tworzą też pąki na korzeniach. Pędy są u różnych gatunków proste wzniesione, podnoszące się lub płożące.
LiścieNaprzeciwległe (sporadycznie w okółkach), siedzące, całobrzegie (rzadko gruczołowane na brzegu, sporadycznie z uszkowatymi strukturami u nasady). Użyłkowanie liścia zróżnicowane – od niemal równoległego, z żyłkami rzadko rozwidlającymi się, po gęsto siateczkowate. Cechą charakterystyczną są często obecne przejrzyste gruczołki, widoczne zwłaszcza, gdy na liść patrzy się pod światło (stąd nazwa rodzaju – dziurawiec).
KwiatyPromieniste, obupłciowe, zebrane są zwykle w wierzchotkowate kwiatostany na szczycie pędu, rzadziej rozwijają się pojedynczo na szczytach łodyg. Działki kielicha zwykle w liczbie 5, rzadziej 4, często gruczołowato orzęsione lub frędzlowate na brzegu, zrośnięte u nasady lub wolne, na ogół trwałe – otaczające u nasady owoc, rzadziej odpadające. Płatki żółte (sporadycznie białawe lub pomarańczowe), w liczbie pięciu, rzadziej czterech, zwykle nieco asymetryczne. Na brzegach czasem znajdują się gruczołki, ale w przeciwieństwie do działek siedzące. Odpadanie lub zachowywanie się płatków, które tylko więdną po przekwitnieniu, ma znaczenie taksonomiczne przy podziale na sekcje. Pręciki zawsze liczne, zebrane w pęczki naprzeciw płatków (odpowiadające im liczbą). Nitki pręcików w pęczkach zrośnięte są nasadami, czasem zrastają się także w pierścień otaczający zalążnię. Zalążnia górna, 3–5 komorowa, z 3–5 szyjkami słupka.
OwoceWielonasienne torebki pękające przegrodowo. U niektórych gatunków torebki mięśnieją tworząc owoc jagodopodobny (zwłaszcza w sekcji Androsaemum). Nasiona są drobne (od 0,5 do 2 mm długości), walcowate do jajowatych, jasnobrązowe do ciemnofioletowobrązowych.

## Systematyka
Pozycja systematyczna

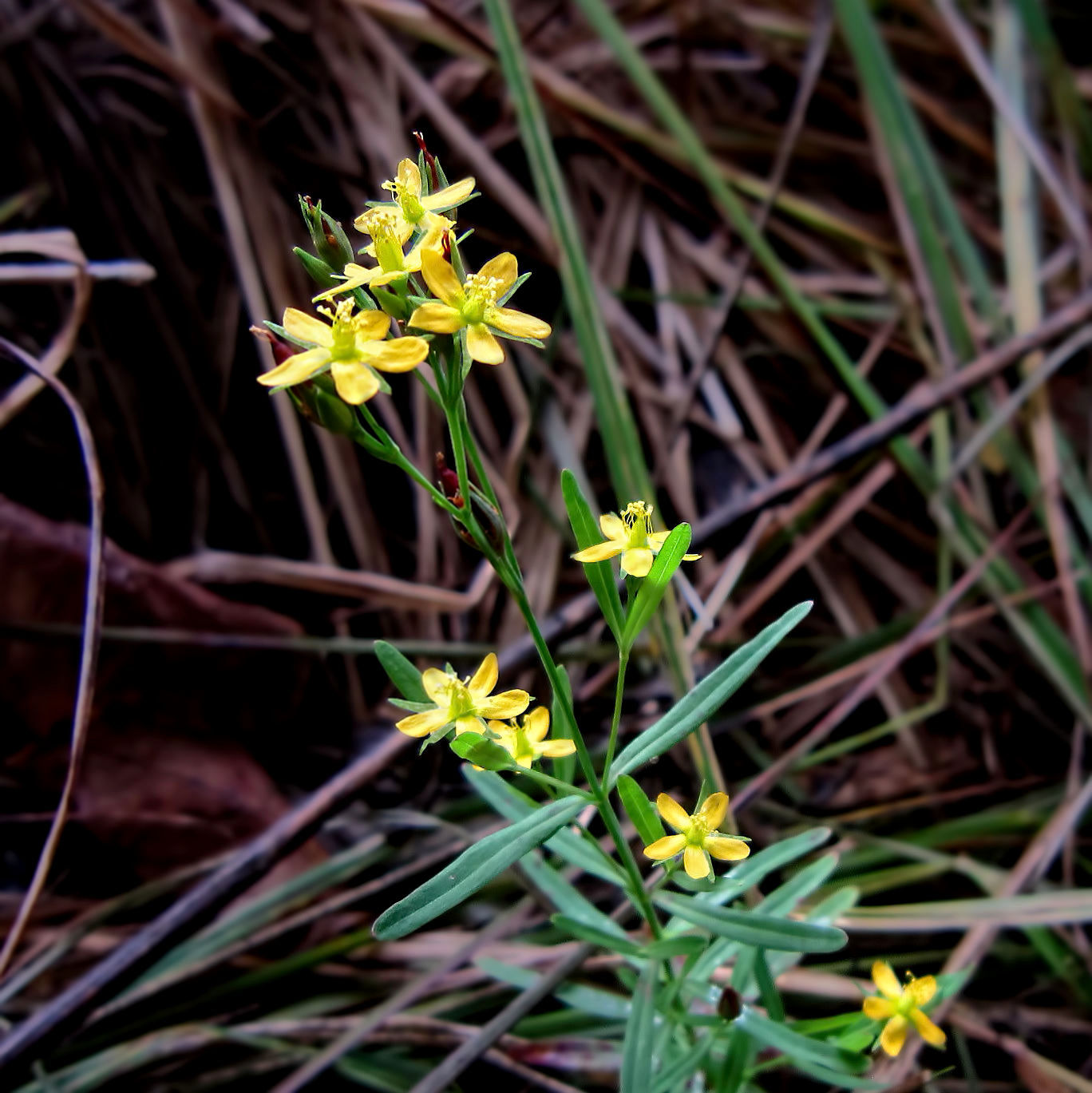
Hypericum canadense

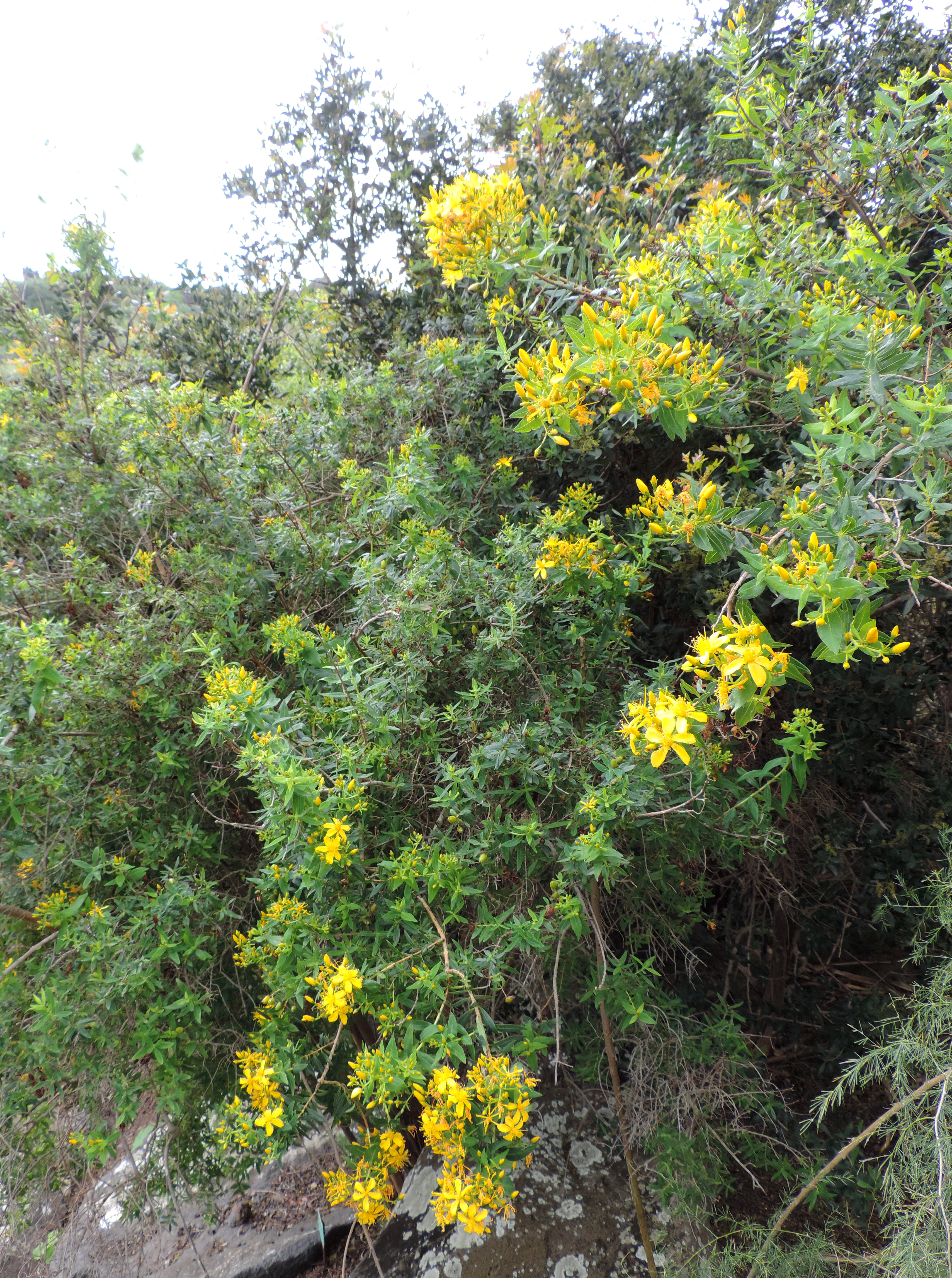
Hypericum canariense

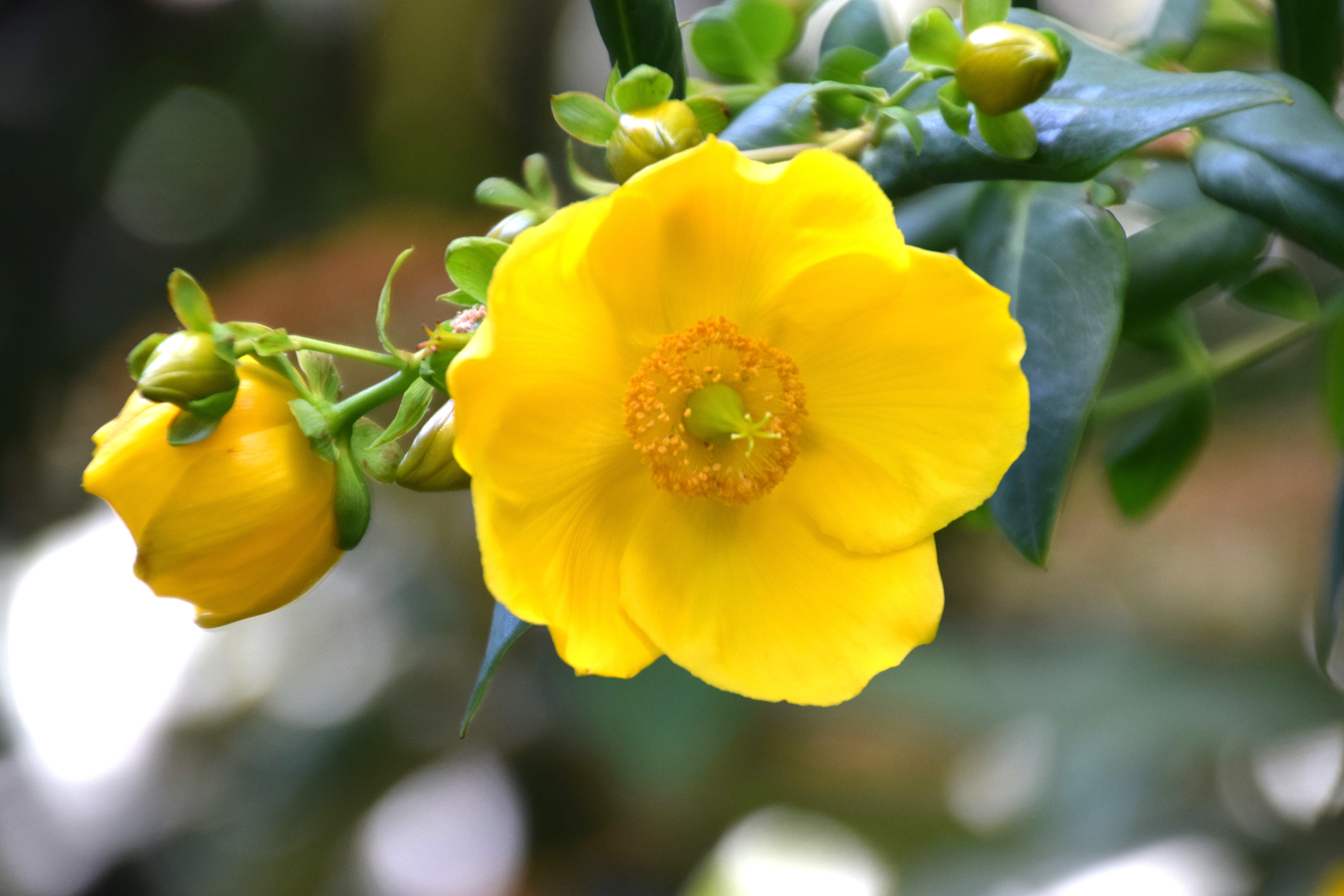
Hypericum choisianum

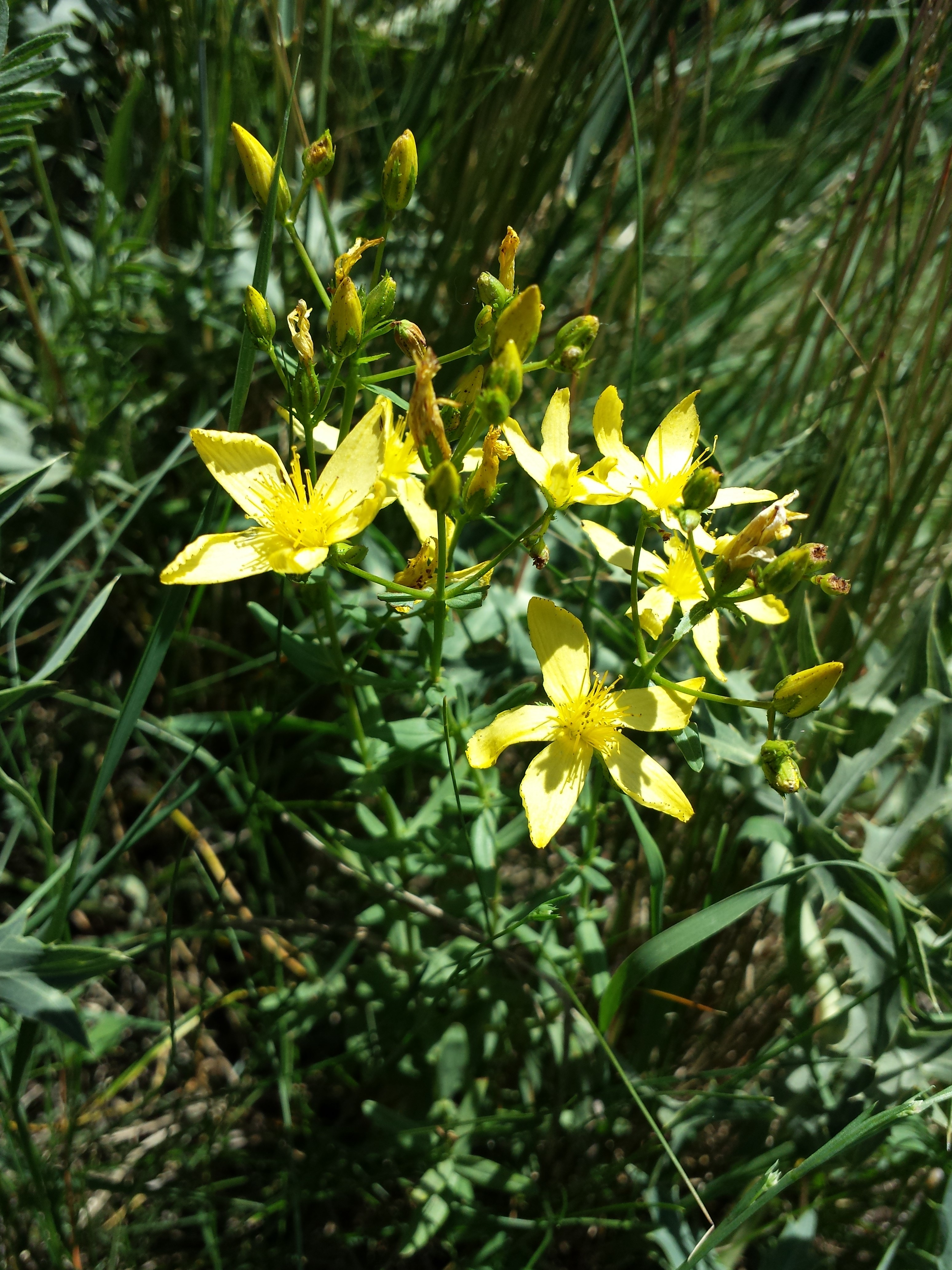
Dziurawiec wytworny

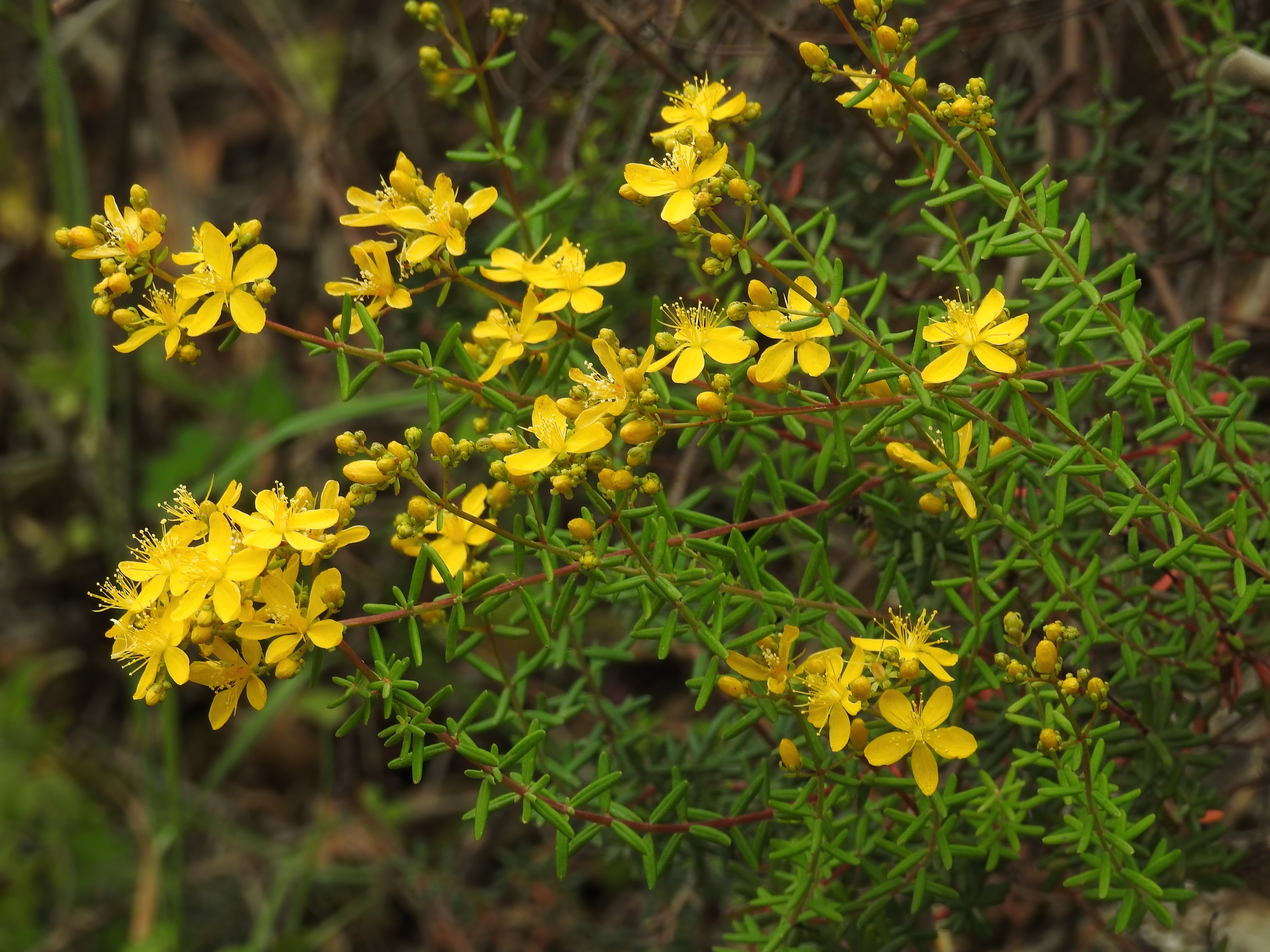
Dziurawiec bażynolistny

Rodzaj z rodziny dziurawcowatych (Hypericaceae Jussieu, nom. cons.). W obrębie rodziny należy do plemienia Hypericeae, w której jest rodzajem siostrzanym względem Santomasia N. Robson. W niektórych ujęciach rodzaj Santomasia włączany jest do Hypericum.
Wykaz gatunków
- Hypericum abilianum N.Robson
- Hypericum aciculare Kunth

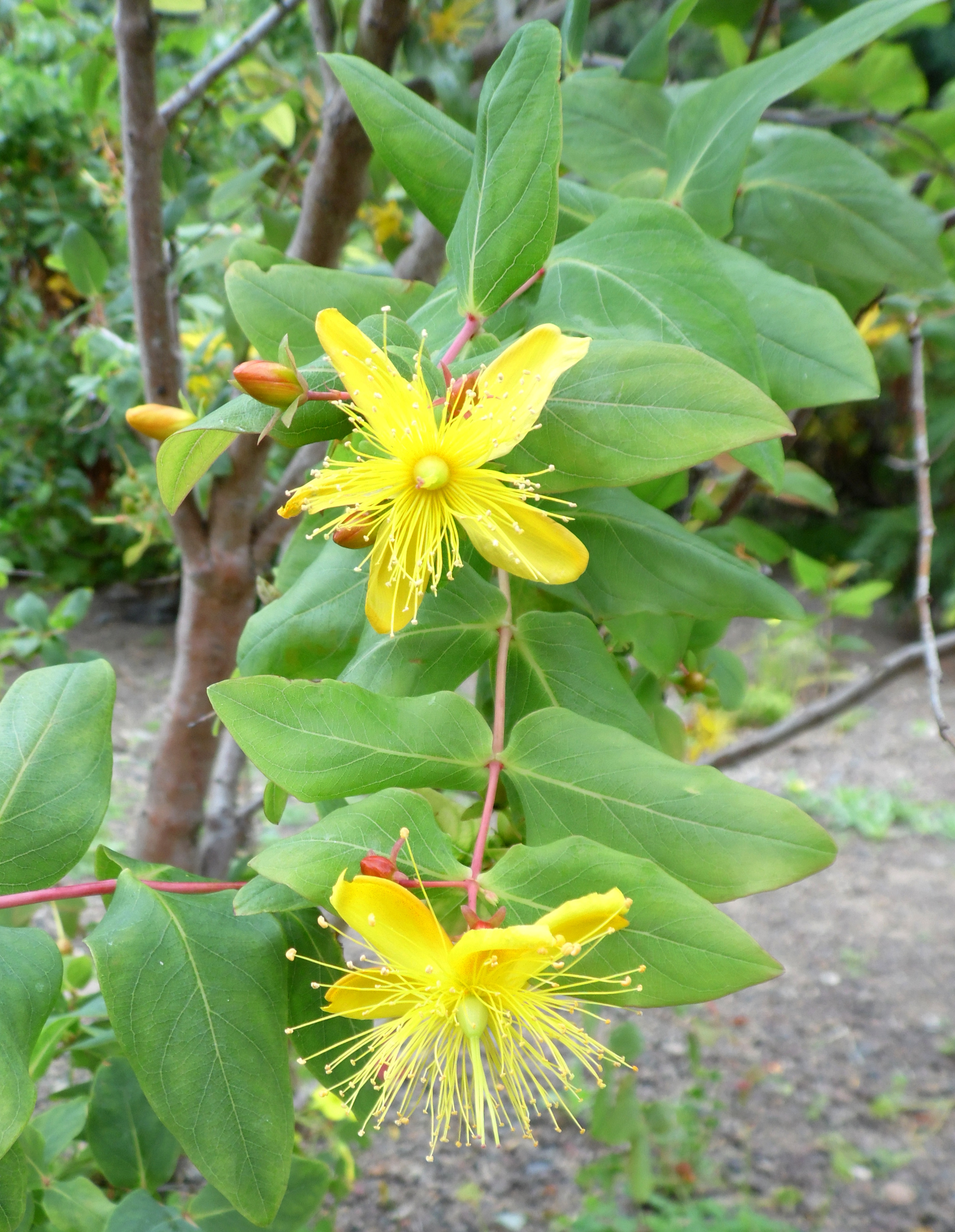
Hypericum grandifolium

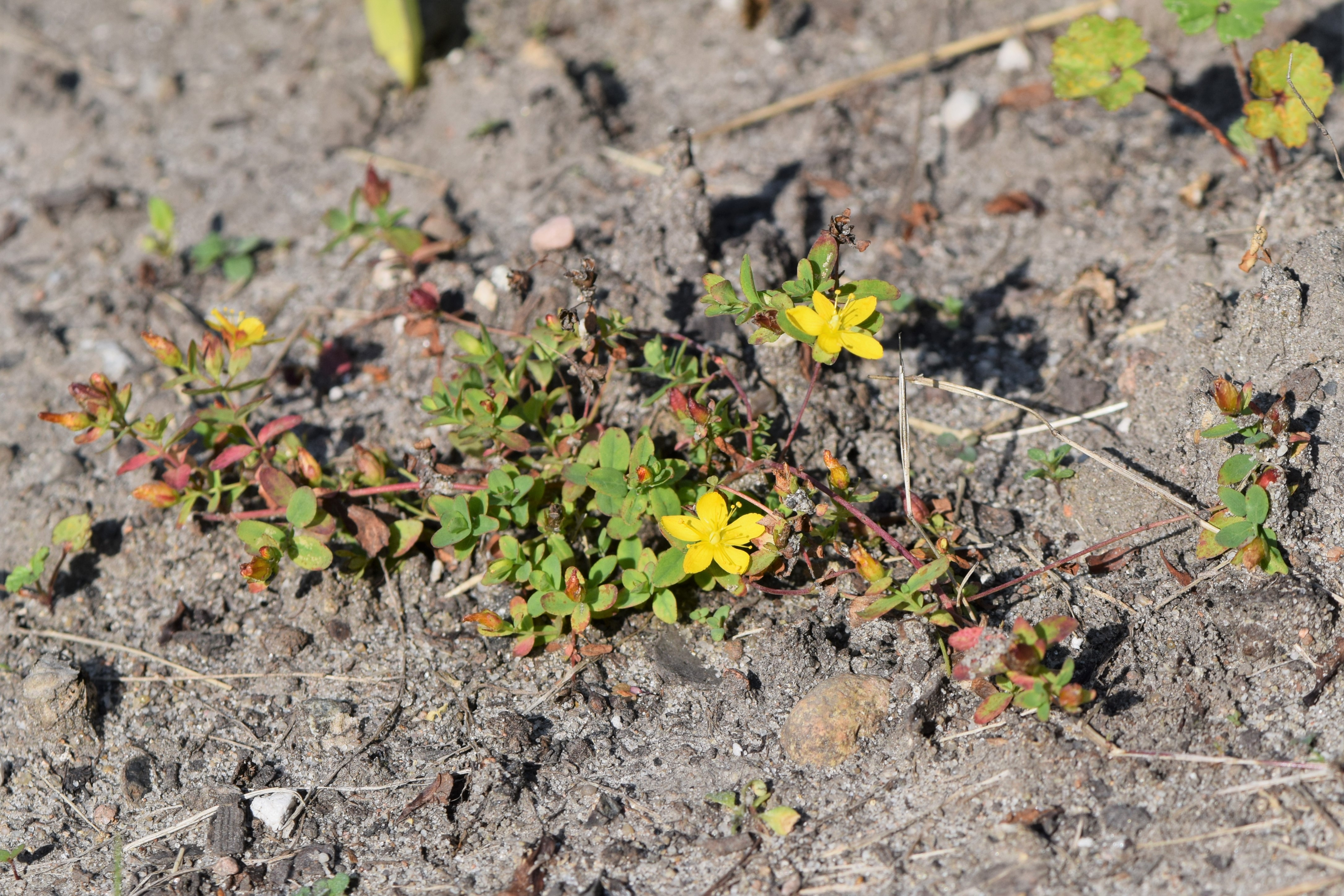
Dziurawiec rozesłany

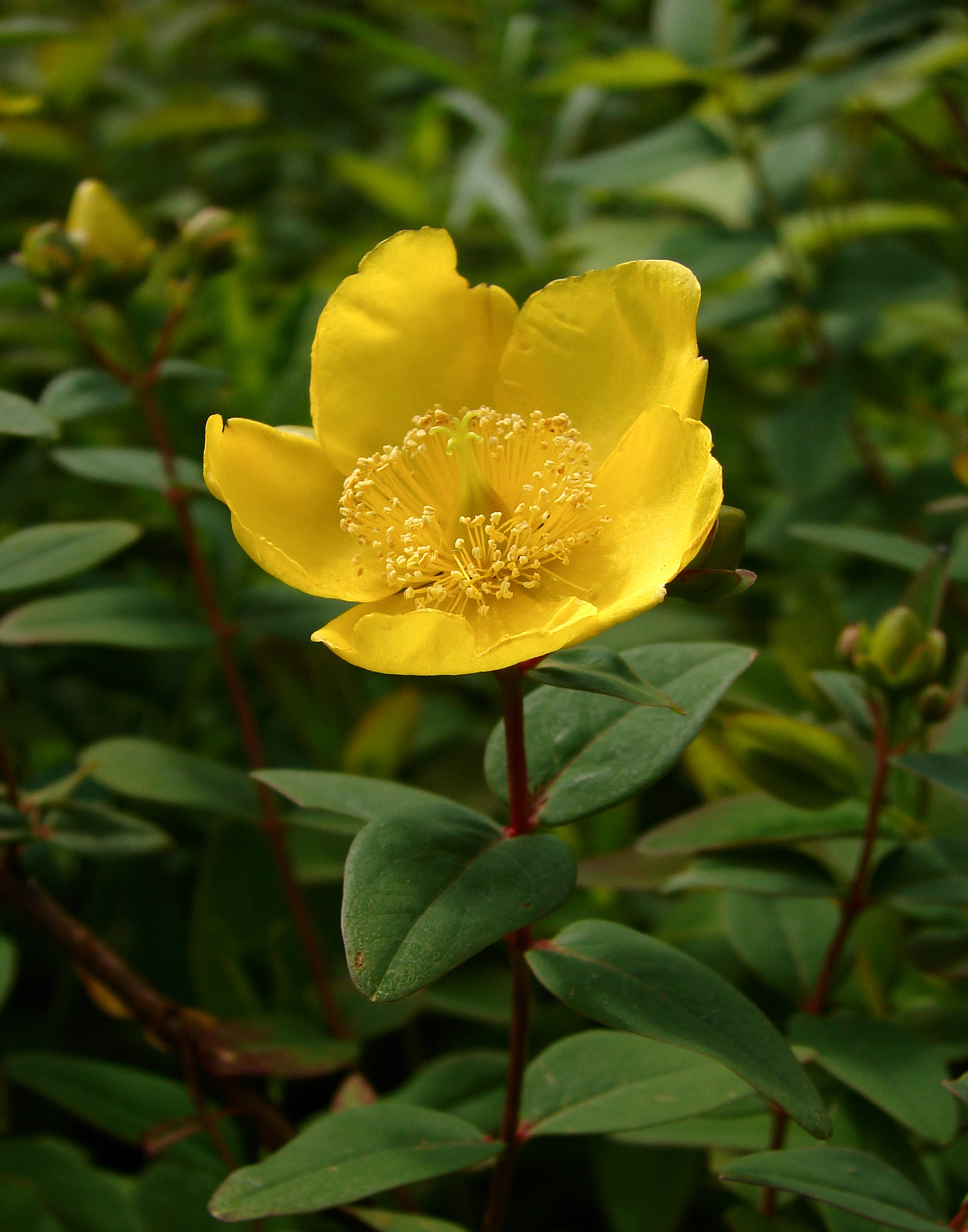
Hypericum oblongifolium

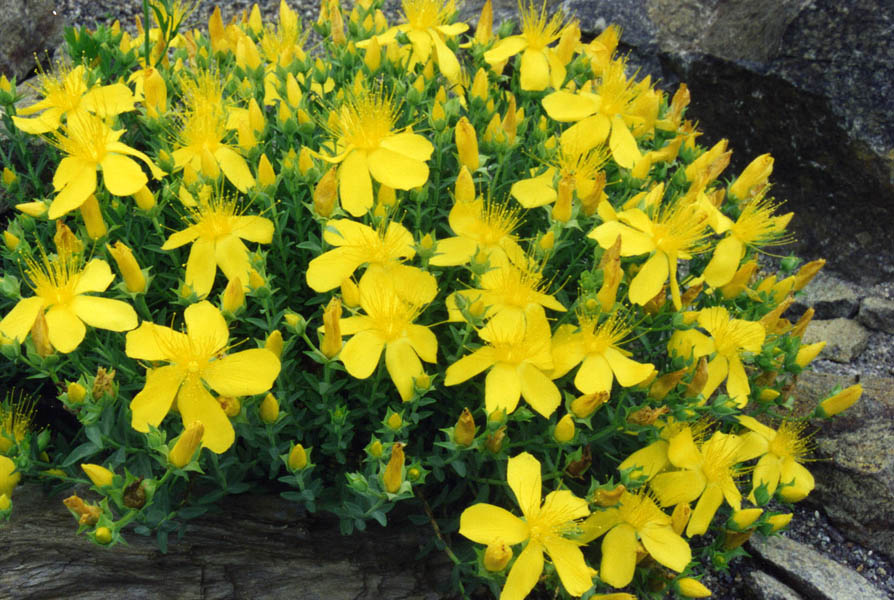
Dziurawiec olimpijski

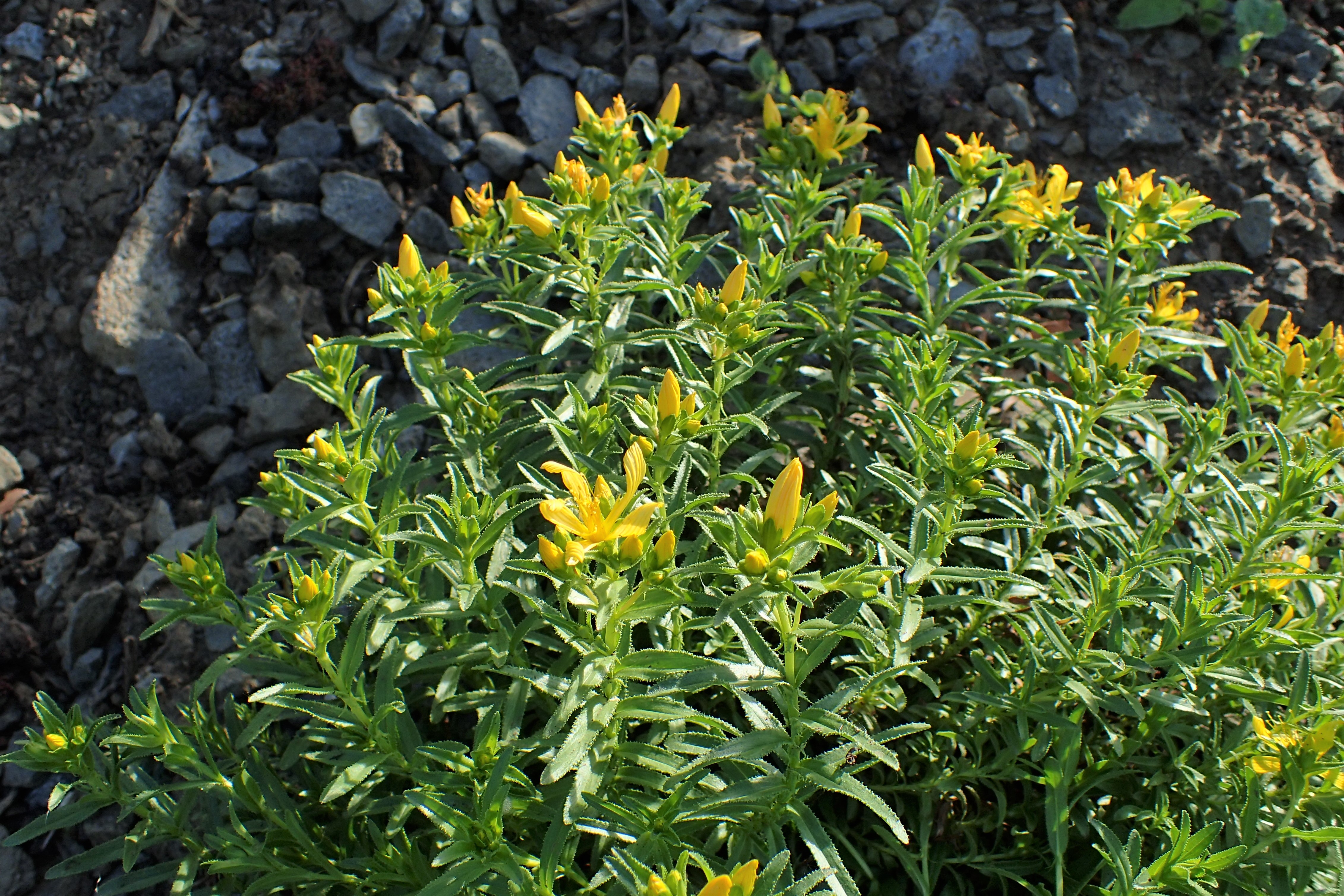
Dziurawiec wschodni

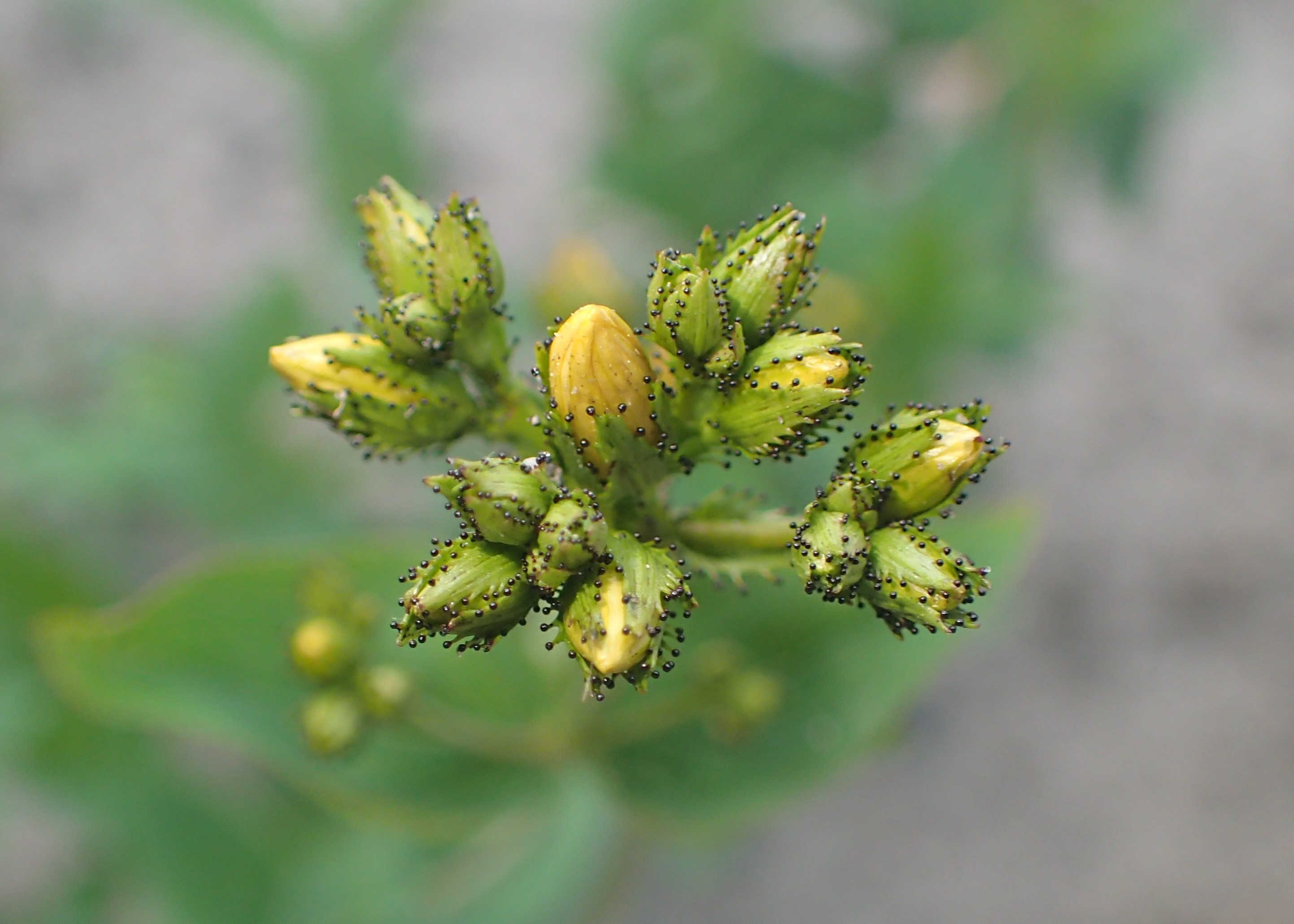
Dziurawiec skąpolistny

- Hypericum aciferum (Greuter) N.Robson
- Hypericum acmosepalum N.Robson
- Hypericum acostanum Steyerm. ex N.Robson
- Hypericum addingtonii N.Robson
- Hypericum adenotrichum Spach
- Hypericum adpressum W.P.C.Barton
- Hypericum aegypticum L.
- Hypericum aethiopicum Thunb.
- Hypericum afrum Lam.
- Hypericum alacamdaglariense H.Duman & E.G.Çakir
- Hypericum albiflorum (Hub.-Mor.) N.Robson
- Hypericum amblyocalyx Coustur. & Gand.
- Hypericum amblysepalum Hochst.
- Hypericum anagalloides Cham. & Schltdl.
- Hypericum andinum Gleason
- Hypericum andjerinum Font Quer & Pau
- Hypericum androsaemum L. – dziurawiec barwierski[13]
- Hypericum annulatum Moris – dziurawiec obrączkowany[14]
- Hypericum aphyllum Lundell
- Hypericum apiculatum (N.Robson) Sennikov
- Hypericum apocynifolium Small
- Hypericum apricum Kar. & Kir.
- Hypericum arbuscula Standl. & Steyerm.
- Hypericum arenarioides A.Rich.
- Hypericum armenum Jaub. & Spach
- Hypericum asahinae Makino
- Hypericum ascyron L. – dziurawiec wielki[13]
- Hypericum asperuloides Czern. ex Turcz.
- Hypericum asperulum Jaub. & Spach
- Hypericum asplundii N.Robson
- Hypericum assamicum S.N.Biswas
- Hypericum athoum Boiss. & Orph.
- Hypericum atomarium Boiss.
- Hypericum attenuatum Fisch. ex Choisy
- Hypericum aucheri Jaub. & Spach
- Hypericum augustini N.Robson
- Hypericum auriculatum (N.Robson & Hub.-Mor.) N.Robson
- Hypericum australe Ten.
- Hypericum austrobrasiliens e Vog.Ely, Boldrini & Bordignon
- Hypericum austroyunnanicum  L.H.Wu & D.P.Yang
- Hypericum aviculariifolium  Jaub. & Spach
- Hypericum baccharoides Cuatrec.
- Hypericum balearicum L.
- Hypericum balfourii N.Robson
- Hypericum barbatum Jacq. – dziurawiec brodaty[14]
- Hypericum beamanii N.Robson
- Hypericum beanii N.Robson
- Hypericum beccarii N.Robson
- Hypericum bellum H.L.Li
- Hypericum benghalense S.N.Biswas
- Hypericum bequaertii De Wild.
- Hypericum bifurcatum N.Robson
- Hypericum bilgehan-bilgili i Basköse & Savran
- Hypericum bithynicum Boiss.
- Hypericum boehlingraabei Kit Tan, Iatroú, Vold & Strid
- Hypericum bolivaricum N.Robson
- Hypericum bordignonii Vog.Ely & Boldrini
- Hypericum boreale (Britton) E.P.Bicknell
- Hypericum bourgaei (Boiss.) N.Robson
- Hypericum brachyphyllum (Spach) Steud.
- Hypericum brasiliense Choisy
- Hypericum breviflorum Wall. ex Dyer
- Hypericum brevistylum Choisy
- Hypericum bryoides Gleason
- Hypericum buckleyi M.A.Curtis
- Hypericum bupleuroides Griseb.
- Hypericum × caesariense Druce ex N.Robson
- Hypericum caespitosum Cham. & Schltdl.
- Hypericum calcicola Standl. & Steyerm.
- Hypericum callacallanum N.Robson
- Hypericum callithyrsum Coss.
- Hypericum calycinum L. – dziurawiec kielichowaty[13][14]
- Hypericum canadense L.
- Hypericum canariense L.
- Hypericum capitatum Choisy
- Hypericum caprifoliatum Cham. & Schltdl.
- Hypericum caprifolium Boiss.
- Hypericum caracasanum Willd.
- Hypericum cardiophyllum Boiss.
- Hypericum cardonae Cuatrec.
- Hypericum carinatum Griseb.
- Hypericum carinosum R.Keller
- Hypericum cassiopiforme N.Robson
- Hypericum castellanoi N.Robson
- Hypericum cavernicola L.B.Sm.
- Hypericum cerastoides (Spach) N.Robson – dziurawiec rogownicowaty[14]
- Hypericum chamaemyrtus Triana & Planch.
- Hypericum chapmanii P.B.Adams
- Hypericum choisyanum Wall. ex N.Robson
- Hypericum cistifolium Lam.
- Hypericum coadunatum C.Sm. ex Link
- Hypericum cohaerens N.Robson
- Hypericum collenetteae N.Robson
- Hypericum collinum Schltdl. & Cham.
- Hypericum concinnum Benth.
- Hypericum conjungens N.Robson
- Hypericum connatum Lam.
- Hypericum cordifolium Choisy
- Hypericum cordiforme A.St.-Hil.
- Hypericum coris L. – dziurawiec woniejący[13]
- Hypericum costaricense N.Robson
- Hypericum crenulatum Boiss.
- Hypericum crux-andreae (L.) Crantz
- Hypericum cuatrecasii Gleason
- Hypericum cuisinii Barbey
- Hypericum cumulicola (Small) P.B.Adams
- Hypericum curvisepalum N.Robson
- Hypericum cycladicum Trigas
- Hypericum cymbiferum Boiss. & Balansa
- Hypericum cymobrathys N.Robson
- Hypericum daliense N.Robson
- Hypericum davisii N.Robson
- Hypericum × dawsonianum Rehder
- Hypericum decaisneanum Coss. & Daveau
- Hypericum decandrum Turcz.
- Hypericum delphicum Boiss. & Heldr. – dziurawiec delficki[14]
- Hypericum densiflorum Pursh
- Hypericum densifolium P.D.Sell
- Hypericum denticulatum Walter
- Hypericum denudatum A.St.-Hil.
- Hypericum × desetangsii Lamotte
- Hypericum dichotomum Lam.
- Hypericum diosmoides Griseb.
- Hypericum × dissimulatum E.P.Bicknell
- Hypericum dogonbadanicum Assadi
- Hypericum dolabriforme Vent.
- Hypericum drummondii (Grev. & Hook.) Torr. & A.Gray
- Hypericum dyeri Rehder
- Hypericum eastwoodianum I.M.Johnst.
- Hypericum edisonianum (Small) P.B.Adams & N.Robson
- Hypericum ekeri E.Yüce & Aytaç
- Hypericum ekmanii Alain
- Hypericum elatoides R.Keller
- Hypericum elegans Stephan ex Willd. – dziurawiec wytworny
- Hypericum elenorae Elenevsky
- Hypericum ellipticifolium H.L.Li
- Hypericum ellipticum Hook.
- Hypericum elodeoides Choisy
- Hypericum elodes L.
- Hypericum elongatum Ledeb. ex Rchb.
- Hypericum empetrifolium Willd. – dziurawiec bażynolistny[14]
- Hypericum enshiense L.H.Wu & F.S.Wang
- Hypericum epigeium R.Keller
- Hypericum erectum Thunb.
- Hypericum ericoides L.
- Hypericum erythreae (Spach) Steud.
- Hypericum espinalii N.Robson
- Hypericum faberi R.Keller
- Hypericum fanjingense N.Robson
- Hypericum fasciculatum Lam.
- Hypericum fauriei R.Keller
- Hypericum fieriense N.Robson
- Hypericum fissurale Woronow
- Hypericum foliosum Aiton
- Hypericum formosanum Maxim.
- Hypericum formosissimum Takht.
- Hypericum formosum Kunth
- Hypericum forrestii (Chitt.) N.Robson
- Hypericum fosteri N.Robson
- Hypericum fragile Heldr. & Sart. – dziurawiec kruchy[13]
- Hypericum fraseri (Spach) Steud.
- Hypericum frondosum Michx.
- Hypericum fuertesii Urb.
- Hypericum fursei N.Robson
- Hypericum furusei N.Robson
- Hypericum gaitii Haines
- Hypericum galinum S.F.Blake
- Hypericum galioides Lam.
- Hypericum garciae Pierce
- Hypericum geminiflorum Hemsl.
- Hypericum gentianoides (L.) Britton, Sterns & Poggenb.
- Hypericum gladiatum N.Robson
- Hypericum glandulosum Aiton
- Hypericum gleasonii N.Robson
- Hypericum globuliferum R.Keller
- Hypericum gnidiifolium A.Rich.
- Hypericum gnidioides Seem.
- Hypericum goyanesii Cuatrec.
- Hypericum gracilipes Stapf ex C.E.C.Fisch.
- Hypericum graciliramum R.Ortiz
- Hypericum gracillimum Koidz.
- Hypericum gramineum G.Forst.
- Hypericum grandifolium Choisy
- Hypericum graveolens Buckley
- Hypericum griffithii Hook.f. & Thomson ex Dyer
- Hypericum gymnanthum Engelm. & A.Gray – dziurawiec nagokwiatowy[14]
- Hypericum hachijyoense Nakai
- Hypericum hakonense Franch. & Sav.
- Hypericum haplophylloides Halácsy & Bald.
- Hypericum harlingii N.Robson
- Hypericum harperi R.Keller
- Hypericum hartwegii Benth.
- Hypericum havvae Güner
- Hypericum hedgei N.Robson
- Hypericum helianthemoides (Spach) Boiss.
- Hypericum hengshanense W.T.Wang
- Hypericum henryi H.Lév. & Vaniot
- Hypericum heterophyllum Vent.
- Hypericum himalaicum N.Robson
- Hypericum hircinum L. – dziurawiec cuchnący[13]
- Hypericum hirsutum L. – dziurawiec kosmaty
- Hypericum hirtellum (Spach) Boiss.
- Hypericum hispanicum (Pau) M.A.Alonso, Agulló, J.L.Villar, Juan & M.B.Crespo
- Hypericum hookerianum Wight & Arn. – dziurawiec Hookera[13][14]
- Hypericum horizontale N.Robson
- Hypericum hubeiense L.H.Wu & D.P.Yang
- Hypericum huber-morathii N.Robson
- Hypericum humbertii Staner
- Hypericum humboldtianum Steud.
- Hypericum humifusum L. – dziurawiec rozesłany
- Hypericum hypericoides (L.) Crantz
- Hypericum hyssopifolium Chaix
- Hypericum × hyugamontanum Kimura
- Hypericum icaricum Kit Tan
- Hypericum ichelense N.Robson
- Hypericum imbricatum Poulter
- Hypericum × inodorum Mill. – dziurawiec bezwonny[13][14]
- Hypericum irazuense Kuntze ex N.Robson
- Hypericum iwate-littorale H.Koidz.
- Hypericum japonicum Thunb.
- Hypericum jaramilloi N.Robson
- Hypericum × joerstadii Lid
- Hypericum jovis Greuter
- Hypericum juniperinum Kunth
- Hypericum kalmianum L. – dziurawiec Kalma[14]
- Hypericum kamtschaticum Ledeb.
- Hypericum karjaginii Rzazade
- Hypericum kawaranum N.Robson
- Hypericum kelleri Bald.
- Hypericum kiboense Oliv.
- Hypericum killipii N.Robson
- Hypericum kimurae N.Robson
- Hypericum kinashianum Koidz.
- Hypericum kingdonii N.Robson
- Hypericum kitamense (Y.Kimura) N.Robson
- Hypericum kiusianum Koidz.
- Hypericum kotschyanum Boiss.
- Hypericum kouytchense H.Lév.
- Hypericum kurodakeanum N.Robson
- Hypericum lacei N.Robson
- Hypericum lagarocaule N.Robson
- Hypericum lalandii Choisy
- Hypericum lancasteri N.Robson
- Hypericum lanceolatum Lam.
- Hypericum lancifolium Gleason
- Hypericum lancioides Cuatrec.
- Hypericum lanuginosum Lam.
- Hypericum laricifolium Juss.
- Hypericum × laschii A.Fröhl.
- Hypericum latisepalum (N.Robson) N.Robson
- Hypericum laxiflorum N.Robson
- Hypericum legrandii L.B.Sm.
- Hypericum leprosum Boiss.
- Hypericum leschenaultii Choisy
- Hypericum libanoticum N.Robson
- Hypericum limosum Griseb.
- Hypericum linariifolium Vahl
- Hypericum linarioides Bosse
- Hypericum lissophloeus P.B.Adams
- Hypericum llanganaticum N.Robson
- Hypericum lloydii (Svenson) P.B.Adams
- Hypericum lobbii N.Robson
- Hypericum lobocarpum Gatt.
- Hypericum longistylum Oliv.
- Hypericum lorentzianum Gilg ex R.Keller
- Hypericum loxense Benth.
- Hypericum ludlowii N.Robson
- Hypericum lycium (N.Robson & Hub.-Mor.) N.Robson
- Hypericum lycopodioides Triana & Planch.
- Hypericum lydium Boiss.
- Hypericum lysimachioides Boiss. & Noë
- Hypericum macgregorii F.Muell.
- Hypericum maclarenii N.Robson
- Hypericum maculatum Crantz – dziurawiec czteroboczny
- Hypericum macvaughii N.Robson
- Hypericum madagascariense (Spach) Steud.
- Hypericum magdalenicum N.Robson
- Hypericum magniflorum Cuatrec.
- Hypericum maguirei N.Robson
- Hypericum majus (A.Gray) Britton – dziurawiec większy
- Hypericum malatyanum Pesmen
- Hypericum marahuacanum N.Robson
- Hypericum marginatum Woronow
- Hypericum martense N.Robson
- Hypericum matangense N.Robson
- Hypericum matudae Lundell
- Hypericum × medium Peterm.
- Hypericum mexicanum L.
- Hypericum microcalycinum Boiss. & Heldr.
- Hypericum microlicioides L.B.Sm.
- Hypericum microsepalum (Torr. & A.Gray) A.Gray
- Hypericum millefolium Urb. & Ekman
- Hypericum minutiflorum Heenan
- Hypericum minutum P.H.Davis & Poulter
- Hypericum × mitchellianum Rydb.
- Hypericum momoseanum Makino
- Hypericum monadenum N.Robson
- Hypericum monanthemum Hook.f. & Thomson ex Dyer
- Hypericum monogynum L.
- Hypericum monroi N.Robson
- Hypericum montanum L. – dziurawiec skąpolistny
- Hypericum montbretii Spach
- Hypericum moranense Kunth
- Hypericum mutilum L. – dziurawiec niepełny[9], dz. ścięty[14]
- Hypericum myrianthum Cham. & Schltdl.
- Hypericum myricariifolium Hieron.
- Hypericum myrtifolium Lam.
- Hypericum mysurense Wall. ex Wight & Arn.
- Hypericum nagasawae Hayata
- Hypericum nakaii H.Koidz.
- Hypericum nakamurae (Masam.) N.Robson
- Hypericum nanum Poir.
- Hypericum natalense J.M.Wood & Evans
- Hypericum naudinianum Coss. & Durieu
- Hypericum neurocalycinum Boiss. & Heldr.
- Hypericum nikkoense Makino
- Hypericum nitidum Lam.
- Hypericum nokoense Ohwi
- Hypericum nudiflorum Michx. ex Willd.
- Hypericum nummularioides Trautv.
- Hypericum nummularium L.
- Hypericum nuporoense N.Robson
- Hypericum oblongifolium Choisy
- Hypericum oligandrum Milne-Redh.
- Hypericum oliganthum Franch. & Sav.
- Hypericum olivieri (Spach) Boiss.
- Hypericum olympicum L. – dziurawiec olimpijski[13][14]
- Hypericum orientale L. – dziurawiec wschodni[14]
- Hypericum origanifolium Willd.
- Hypericum ovalifolium Koidz.
- Hypericum oxyphyllum N.Robson
- Hypericum pachyphyllum Collett & Hemsl.
- Hypericum pallens Banks & Sol.
- Hypericum pamphylicum N.Robson & P.H.Davis
- Hypericum papillare Boiss. & Heldr.
- Hypericum papillosum N.Robson
- Hypericum papuanum Ridl.
- Hypericum parallelum N.Robson
- Hypericum paramitanum N.Robson
- Hypericum parvulum Greene
- Hypericum patulum Thunb. – dziurawiec rozłożysty[14]
- Hypericum patzkei Bomble
- Hypericum pauciflorum Kunth
- Hypericum paucifolium S.Watson
- Hypericum pedersenii N.Robson
- Hypericum peninsulare Eastw.
- Hypericum peplidifolium A.Rich.
- Hypericum perfoliatum L.
- Hypericum perforatum L. – dziurawiec zwyczajny, dz. pospolity
- Hypericum peshmenii Yild.
- Hypericum petiolulatum Hook.f. & Thomson ex Dyer
- Hypericum phellos Gleason
- Hypericum philonotis Schltdl. & Cham.
- Hypericum pibairense (Miyabe & Y.Kimura) N.Robson
- Hypericum pimeleoides Planch. & Linden
- Hypericum piriai Arechav.
- Hypericum pleiostylum C.Rodr.Jim.
- Hypericum podocarpoides N.Robson
- Hypericum polyanthemum Klotzsch ex Reichardt
- Hypericum polyphyllum Boiss. & Balansa – dziurawiec wielolistny[14]
- Hypericum pratense Schltdl. & Cham.
- Hypericum prattii Hemsl.
- Hypericum prietoi N.Robson
- Hypericum pringlei S.Watson
- Hypericum prolificum L. – dziurawiec jasnobrzegi[13][14]
- Hypericum prostratum Cuatrec.
- Hypericum pruinatum Boiss. & Balansa
- Hypericum przewalskii Maxim. – dziurawiec Przewalskiego[14]
- Hypericum pseudoerectum N.Robson
- Hypericum pseudohenryi N.Robson
- Hypericum pseudolaeve N.Robson
- Hypericum pseudomaculatum Bush
- Hypericum pseudopetiolatum  R.Keller
- Hypericum pseudorepens N.Robson
- Hypericum psilophytum (Diels) Maire
- Hypericum pubescens Boiss.
- Hypericum pulchrum L. – dziurawiec nadobny
- Hypericum pulogense Merr.
- Hypericum pumilio Bornm.
- Hypericum pumilum Sessé & Moc.
- Hypericum punctatum Lam.
- Hypericum pycnophyllum Urb.
- Hypericum qinlingense X.C.Du & Y.Ren
- Hypericum quartinianum A.Rich.
- Hypericum quitense R.Keller
- Hypericum radfordiorum Weakley ex J.R.Allison
- Hypericum radicans N.Robson
- Hypericum recurvum N.Robson
- Hypericum reflexum L.f.
- Hypericum × reinosae A.Ramos
- Hypericum relictum N.Robson
- Hypericum repens L. – dziurawiec rozłogowy[14]
- Hypericum reptans Hook.f. & Thomson ex Dyer
- Hypericum retusum Aucher ex Jaub. & Spach
- Hypericum revolutum Vahl
- Hypericum richeri Vill.
- Hypericum rigidum A.St.-Hil.
- Hypericum roberti Coss. ex Batt.
- Hypericum robsonii H.A.Keller & S.Crockett
- Hypericum rochelii Griseb. & Schenk
- Hypericum roeperianum G.W.Schimp. ex A.Rich.
- Hypericum roraimense Gleason
- Hypericum rotundifolium N.Robson
- Hypericum rubicundulum Heenan
- Hypericum rubritinctum N.Robson
- Hypericum rumeliacum Boiss.
- Hypericum rupestre Jaub. & Spach
- Hypericum ruscoides Cuatrec.
- Hypericum russeggeri (Fenzl) R.Keller
- Hypericum sabiniforme Trevir.
- Hypericum salsolifolium Hand.-Mazz.
- Hypericum salsugineum N.Robson & Hub.-Mor.
- Hypericum salvadorense N.Robson
- Hypericum sampsonii Hance
- Hypericum saruwagedicum Diels
- Hypericum saturejifolium Jaub. & Spach
- Hypericum saxifragum N.Robson & Hub.-Mor.
- Hypericum scabroides N.Robson & Poulter
- Hypericum scabrum L.
- Hypericum scioanum Chiov.
- Hypericum scopulorum Balf.f.
- Hypericum scouleri Hook.
- Hypericum scruglii Bacch., Brullo & Salmeri
- Hypericum sechmenii Ocak & Koyuncu
- Hypericum selaginella N.Robson
- Hypericum senanense Maxim.
- Hypericum seniawinii Maxim.
- Hypericum senkakuinsulare Hatus.
- Hypericum setosum L.
- Hypericum sewense N.Robson
- Hypericum sherriffii N.Robson & D.G.Long
- Hypericum siamense N.Robson
- Hypericum sikokumontanum Makino
- Hypericum silenoides Juss.
- Hypericum simonsii N.Robson
- Hypericum sinaicum Hochst. ex Boiss.
- Hypericum smithii (N.Robson) N.Robson
- Hypericum socotranum R.D.Good
- Hypericum somaliense N.Robson
- Hypericum sorgerae N.Robson
- Hypericum spectabile Jaub. & Spach
- Hypericum sphaerocarpum Michx.
- Hypericum sprucei N.Robson
- Hypericum spruneri Boiss.
- Hypericum stellatum N.Robson
- Hypericum stenobotrys Boiss.
- Hypericum stenopetalum Turcz.
- Hypericum steyermarkii Standl.
- Hypericum strictum Kunth
- Hypericum struthiolifolium  Juss.
- Hypericum stuebelii Hieron.
- Hypericum styphelioides A.Rich.
- Hypericum subalatum Hayata
- Hypericum subcordatum (R.Keller) N.Robson
- Hypericum subsessile N.Robson
- Hypericum suffruticosum P.B.Adams & N.Robson
- Hypericum swinkianum G.Wilh. & Rericha
- Hypericum synstylum N.Robson
- Hypericum taihezanense Sasaki ex S.Suzuki
- Hypericum tamariscinum Cham. & Schltdl.
- Hypericum taygeteum Quézel & Contandr.
- Hypericum tenuicaule Hook.f. & Thomson ex Dyer
- Hypericum tenuifolium Pursh
- Hypericum teretiusculum A.St.-Hil.
- Hypericum ternatum Poulter
- Hypericum ternum A.St.-Hil.
- Hypericum terrae-firmae Sprague & L.Riley
- Hypericum tetrapetalum Lam.
- Hypericum tetrapterum Fr. – dziurawiec skrzydełkowaty
- Hypericum tetrastichum Cuatrec.
- Hypericum thasium Griseb.
- Hypericum theodori Woronow
- Hypericum thesiifolium Kunth
- Hypericum thuyoides Kunth
- Hypericum thymbrifolium Boiss. & Noë
- Hypericum thymifolium Banks & Sol.
- Hypericum thymopsis Boiss.
- Hypericum tomentosum L. – dziurawiec kutnerowaty[13]
- Hypericum tortuosum Balf.f.
- Hypericum tosaense Makino
- Hypericum trachyphyllum Griseb.
- Hypericum trichocaulon Boiss. & Heldr.
- Hypericum trigonum Hand.-Mazz.
- Hypericum triquetrifolium Turra
- Hypericum tubulosum Walter
- Hypericum turcicum Özbek & Hamzaoglu
- Hypericum tymphresteum Boiss. & Spruner
- Hypericum umbellatum A.Kern.
- Hypericum umbraculoides N.Robson
- Hypericum undulatum Schousb. ex Willd. – dziurawiec falisty[13][14]
- Hypericum uniflorum Boiss. & Heldr.
- Hypericum uniglandulosum Hausskn. ex Bornm.
- Hypericum uralum Buch.-Ham. ex D.Don
- Hypericum vacciniifolium Hayek & Siehe
- Hypericum vaccinioides N.Robson
- Hypericum valleanum N.Robson
- Hypericum venustum Fenzl
- Hypericum vermiculare Boiss. & Hausskn.
- Hypericum vesiculosum Griseb.
- Hypericum virgatum Lam.
- Hypericum virginicum L.
- Hypericum vulcanicum Koidz.
- Hypericum walteri J.F.Gmel.
- Hypericum wardianum N.Robson
- Hypericum watanabei N.Robson
- Hypericum wightianum Wall. ex Wight & Arn.
- Hypericum williamsii N.Robson
- Hypericum wilmsii R.Keller
- Hypericum wilsonii N.Robson
- Hypericum woodianum N.Robson
- Hypericum wurdackii N.Robson
- Hypericum xylosteifolium (Spach) N.Robson
- Hypericum yamamotoanum H.Koidz.
- Hypericum yamamotoi Miyabe & Kimura
- Hypericum yezoense Maxim.
- Hypericum yojiroanum Tatew. & Koji Ito

## Zastosowanie
- Rośliny lecznicze – niektóre gatunki wykorzystywane są w ziołolecznictwie (np. dziurawiec zwyczajny). Stosowany w okresie odchudzania, ze względu na działanie antydepresyjne i przeciwlękowe; wzmaga uczucie sytości[15].

- Rośliny ozdobne – liczne gatunki bylin i drewniejące dziurawce uprawiane są jako ozdobne. Wyhodowano liczne odmiany wielkokwiatowych roślin krzewiastych, w tym do najpopularniejszych należy 'Hidcote' (o skomplikowanym, mieszańcowym pochodzeniu)[10].